# Phyllophila leucostigmata
Phyllophila leucostigmata är en fjärilsart som beskrevs av George Francis Hampson 1902. Phyllophila leucostigmata ingår i släktet Phyllophila och familjen nattflyn. Inga underarter finns listade i Catalogue of Life.